# حضارة كرمة
كانت حضارة كرمة أو مملكة كرمة حضارة قديمة تتمركز في كرمة، السودان حاليا. ازدهرت من حوالي 2500 قبل الميلاد إلى 1500 قبل الميلاد في النوبة القديمة. تركزت حضارة كرمة في الجزء الجنوبي من النوبة، أو «النوبة العليا» (في أجزاء من شمال ووسط السودان الحالي)، ووسعت لاحقًا نفوذها شمالًا إلى النوبة السفلى وحدود مصر. يبدو أن المملكة كانت واحدة من عدة دول في وادي النيل خلال عصر المملكة الوسطى المصرية. في المرحلة الأخيرة لمملكة كرمة، التي استمرت من حوالي 1700-1500 قبل الميلاد، استوعبت مملكة صاي وشملت المناطق ما بين الشلالين الأول والرابع، مما جعل مساحة سيطرتها تقارب جارتها الشمالية مصر. ولكن حوالي 1500 قبل الميلاد، انتهت المملكة بغزوها وضمها إلى المملكة المصرية الحديثة، لكن استمرت التمردات لنحو قرنين من الزمان. بحلول القرن الحادي عشر قبل الميلاد، ظهرت مملكة كوش الأكثر تأثرا بمصر، ربما من كرمة، واستعادت استقلال المنطقة عن مصر.

## الشكل والبيئة السياسية

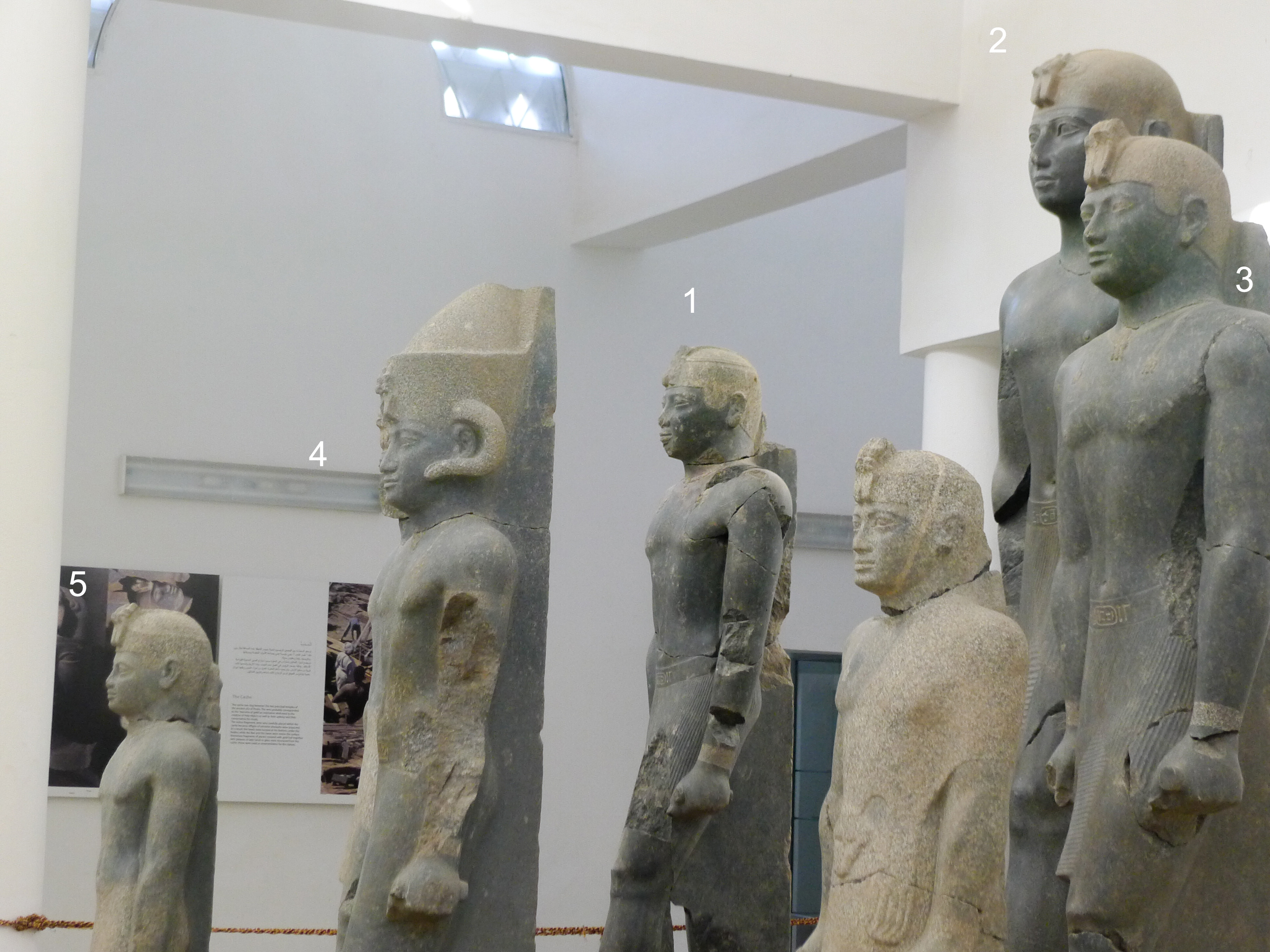
تماثيل حكام كرمة.

يبدو أن حضارة كرمة كانت ريفية في المقام الأول، حيث كان عدد سكان مدينة كرمة حوالي 2000 نسمة فقط. مارس النوبيون في هذه الفترة الزراعة والصيد وتربية الماشية مثل الأبقار والأغنام، وعملوا في ورش تنتج السلع الخزفية والمعدنية. القطع الأثرية الأكثر ارتباطًا بحضارة كرمة هي على الأرجح الدفوفة، وهي هياكل طينية ضخمة تستخدم كمعابد أو كنائس جنائزية. أبقت مواد البناء المصنوعة من الطوب اللبن الجزء الداخلي منها باردة على الرغم من الشمس النوبية الحارة، في حين سمحت الأعمدة الطويلة بتدفق هواء أكبر. كانت جدرانها مزينة بالبلاط ومزخرفة برسومات متقنة، وبعضها مبطن بالذهب.

## التاريخ

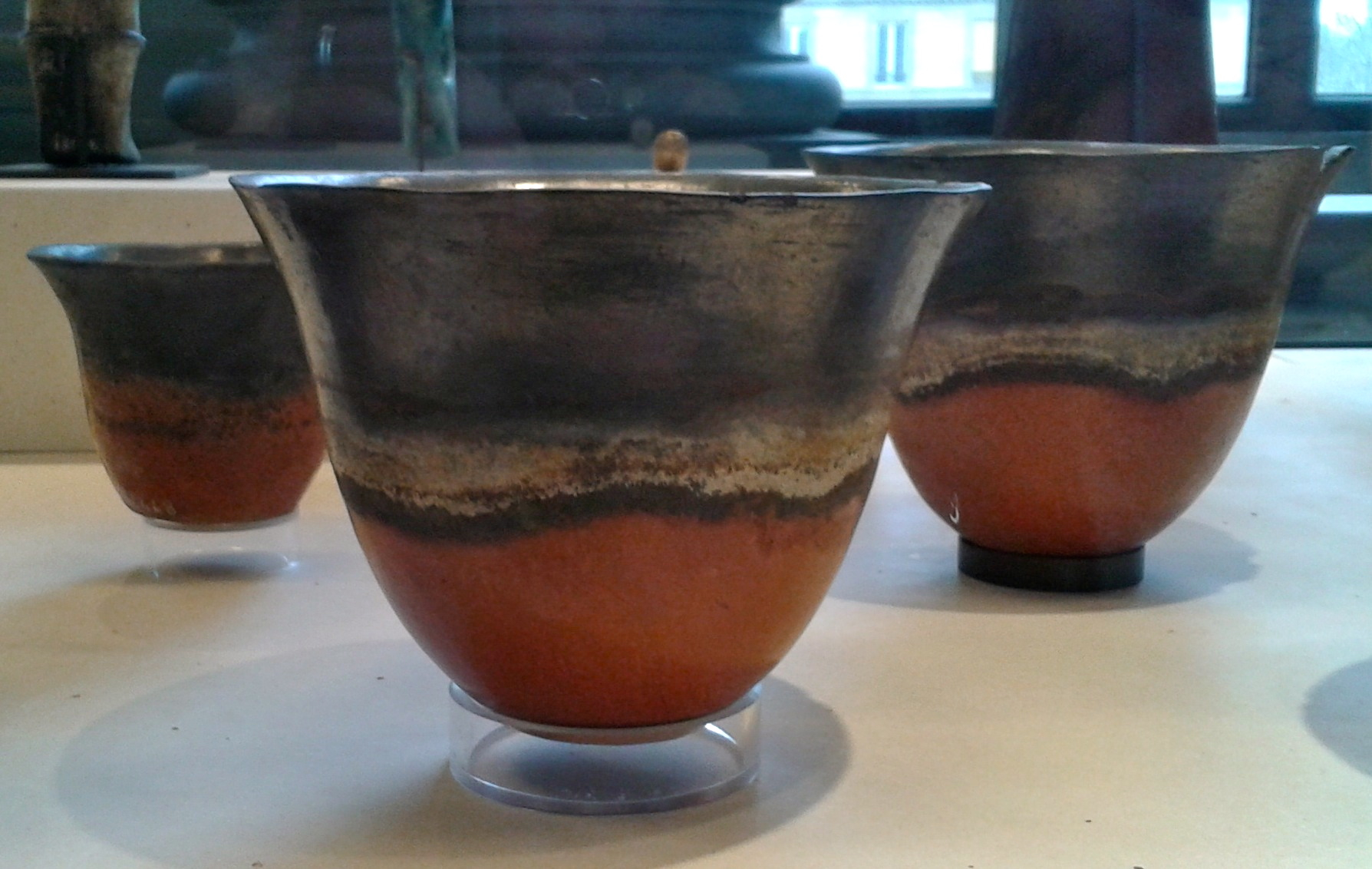
أوعية من جزيرة صاي، حضارة كرمة. معروضة في متحف اللوفر.

كان آخر ذكر لفرعون من المملكة المصرية القديمة، ني أوسر رع من الأسرة الخامسة، في 2400 قبل الميلاد في بوهين، ولم يسجل حضور مصري هناك في عهد الأسرة السادسة اللاحقة. :77 بحلول عام 2300 قبل الميلاد، ظهرت حضارة C-Group في النوبة السفلى، على الأرجح آتية من منطقة بالقرب من كرمة. وهكذا، بحلول الألفية الثانية قبل الميلاد، أصبحت كرمة مركزًا لمملكة كبيرة، على الأرجح الأولى في أفريقيا جنوب الصحراء ومنافسة لمصر.
بدأت مصر غزو النوبة السفلى مع بداية الألفية الثانية قبل الميلاد. وأنشأ فرعون الأسرة الثانية عشر سنوسرت الأول الحصون هناك. كان الحصن في قبان يستهدف حماية عمليات تعدين الذهب على طول وادي العلاقي ووادي جبجبة.:89,91
قد يشير التاريخ الطويل للنشاط العسكري المصري في النوبة السفلى إلى أن كرمة كان يُنظر إليها على أنها تهديد لمصر في بعض الأوقات. تم بناء التحصينات المصرية الرئيسية في وسط وادي النيل خلال عصر الدولة الوسطى. كانت هذه التحصينات لتأمين حدود مصر العليا ضد كرمة، وعلى الأرجح لحماية طرق التجارة القيمة بين المنطقتين. في كل من المملكتين الوسطى والحديثة، كانت الموارد التي تمتلكها كرمة - الذهب، الماشية، منتجات الألبان، الأبنوس، البخور، العاج، إلخ. - مطلوبة بشكل كبير في مصر.
على الرغم من ذلك، ضعفت السيطرة المصرية خلال الأسرة الثالثة عشر في الفترة الانتقالية الثانية. أصبحت هذه فترة عهد التطور الأكبر في كرمة وبلغت مداها الأقصى. تم بناء المقابر الملكية الكبيرة في مقبرة المدينة، وتضمنت عددًا كبيرًا من التضحيات البشرية، والمدافن الثانوية. تشمل اثنتان من المدافن الكبيرة مخاريط كوارتز بيضاء. كما وقعت بعض المواجهات مع مصر في النوبة السفلى. :94–96
خلال ذروتها، شكلت كرمة شراكة مع الهكسوس الذين تمركزوا في شمال الدلتا وكونوا قوة عسكرية وسياسية هناك، واستمرت التجارة مع المصريين في طيبة حتى نجح أحمس الأول في طرد الهكسوس من مصر ثم زحف جنوبا وهزم الكوشيين. وتحت حكم تحتمس الأول، قامت مصر بعدة حملات جنوبًا، مدمرة كرمة. وأدى ذلك في النهاية إلى ضم النوبة (كرمة / كوش) إلى مصر عام 1504 قبل الميلاد، وإنشاء حدود جديدة جنوب الشلال الرابع. بعد الغزو، أصبحت ثقافة كرمة أكثر تأثرا بمصر بشكل متزايد، ولكن استمرت التمردات لمدة 220 عامًا (حتى عام 1300 قبل الميلاد). خلال المملكة الحديثة، أصبحت كرمة/كوش مع ذلك مقاطعة هامة للإمبراطورية المصرية - اقتصاديًا وسياسيًا وروحيًا. حيث أقيمت بعض الاحتفالات الفرعونية الكبرى في جبل البركل بالقرب من نبتة والتي أنشأها تحتمس الثالث، وتضمنت معبد آمون الكبير. :78,101–103

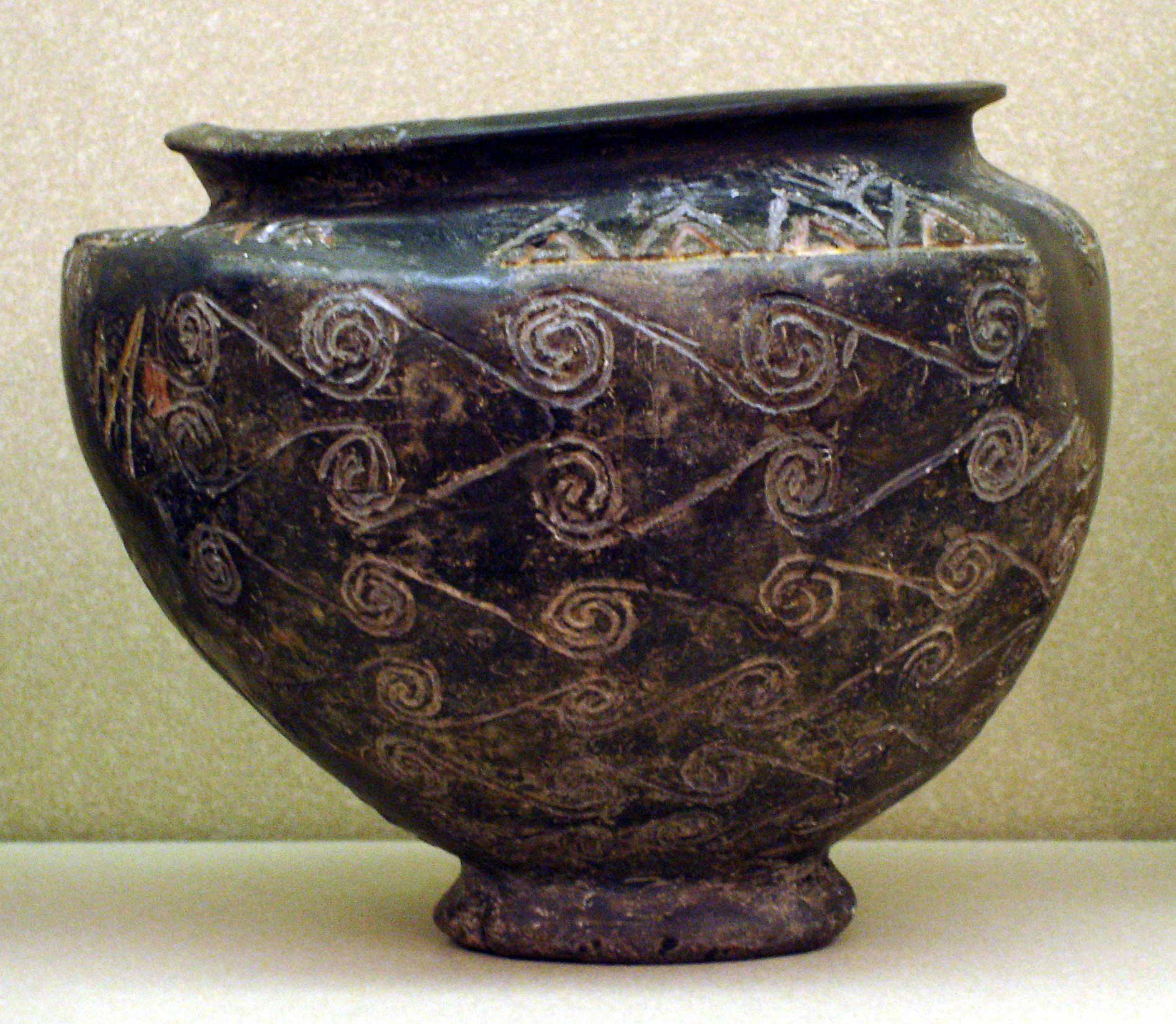
وعاء مزين بزخارف لولبية من كرمة في متحف الفنون الجميلة في بوسطن.

حافظت المملكة المصرية الحديثة على سيطرتها على النوبة السفلى والمتوسطة، مع اختيار نائب للملك في كوش، أو «ابن الملك في كوش». تم إنشاء مستوطنات مصرية على جزيرة صاي، وفي أماكن أخرى مثل مرجسا. وواصلت قبان لعب دور استراتيجي في عمليات تعدين الذهب في الصحراء الشرقية. :106
من الصعب تحديد مدى الاستمرارية الثقافية / السياسية بين مملكة كرمة ومملكة كوش المتعاقبتين زمنياً. بدأت الدولة الأخيرة بالظهور حوالي عام 1000 قبل الميلاد، بعد حوالي 500 سنة من نهاية مملكة كرمة. :75,112 في البداية، واصل الملوك الكوشيون استخدام كرمة للدفن الملكي والاحتفالات الخاصة، مما يوحي ببعض الارتباط. كما تم اكتشاف مخابئ لتماثيل ملوك كوش في كرمة، مما يشير إلى أن حكام نبتة اعترفوا بوجود رابط تاريخي بين عاصمتهم وكرمة.